# Live USB

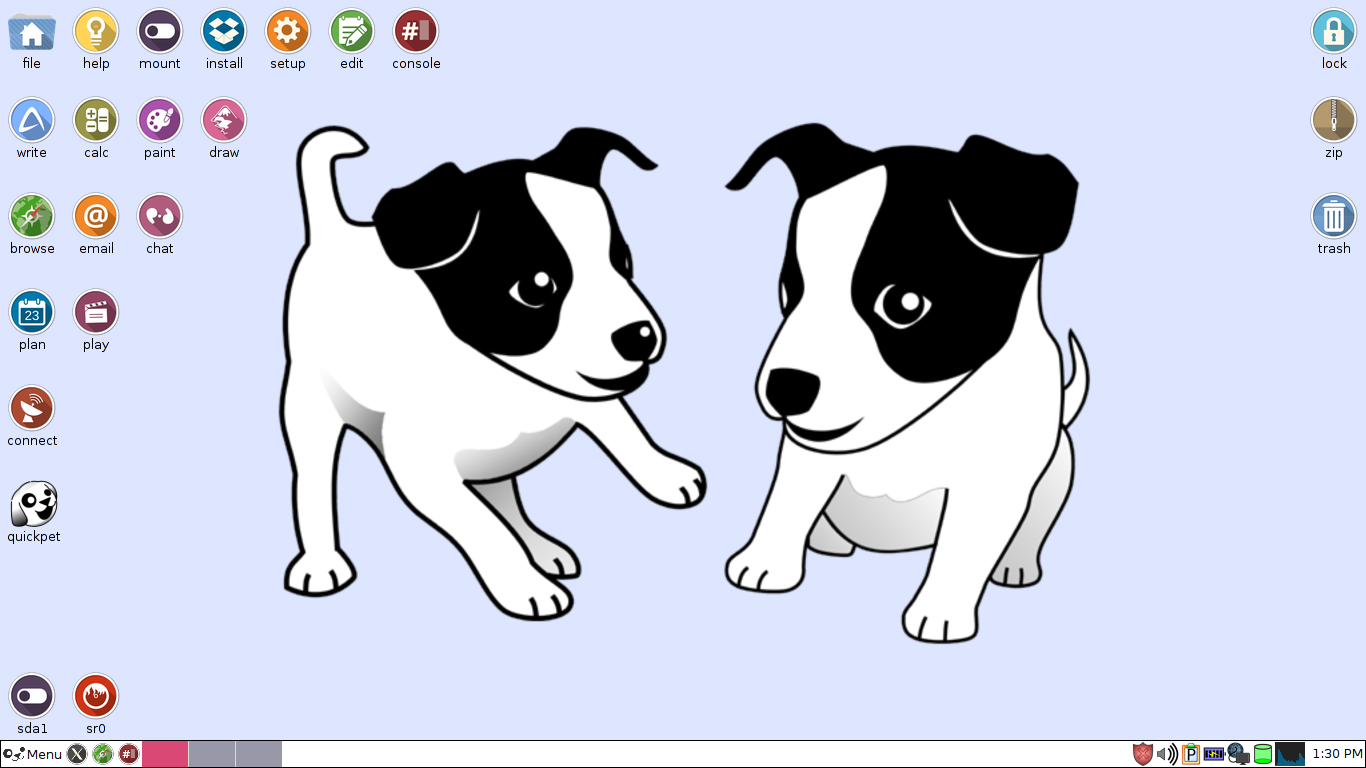
Puppy Linux, một thí dụ của một hệ điều hành cho live USB.

Ubuntu 8.04 chạy Firefox, OpenOffice.org và Nautilus.

Live USB là một ổ USB flash hoặc một ổ đĩa cứng di động có chứa một hệ điều hành đầy đủ có thể được khởi động. Mặc dù chúng có liên quan chặt chẽ với đĩa live CD vì chúng có thể được sử dụng trong các hệ thống nhúng để quản trị hệ thống, phục hồi dữ liệu hoặc thử nghiệm driver, nhưng các cổng USB vẫn có thể lưu các cấu hình và cài đặt các gói phần mềm trên thiết bị USB. Nhiều hệ điều hành bao gồm Mac OS 9, macOS, Windows XP Embedded và một phần lớn các bản phân phối Linux và BSD có thể chạy từ ổ USB flash, và Windows 8 Enterprise, Windows 10 Enterprise có một tính năng mang tên Windows To Go cho một mục đích tương tự.